# Alastor
Alastor (Oudgrieks: Άλάστωρ / Alástôr), ofwel de "geest (daimon) van de wraak", is in de Griekse mythologie een boze geest, die ervoor zorgt dat er binnen een bepaald geslacht (bijvoorbeeld de Atreïden) voortdurend nieuwe misdaden worden gepleegd, doordat er bij de wraakneming voor een eerder misdoen weer een nieuw vergrijp plaatsvindt. 
De naam wordt ook overdrachtelijk gebruikt voor personen die door hun misdaden ellende over hun geslacht brengen. 
De naam Alastor wordt altijd gecombineerd een genitief; dit is de naam van diegene die de eerste schuld op zich heeft geladen, of van diegene die moet worden gewroken.
Het idee van Alastor schijnt uit het volksgeloof te zijn voortgekomen, maar vooral door de tragedieschrijvers verder te zijn uitgewerkt.